# Dissé-sous-le-Lude
Dissé-sous-le-Lude korábbi község Franciaország Loire mente régiójában, Sarthemegyében. 2018. január 1-jén beolvadt Le Lude új községbe.
Lakosainak száma 539 fő (2018. január 1.). Dissé-sous-le-Lude Le Lude, Savigné-sous-le-Lude, Broc és Chigné községekkel határos.

## Népesség
A település népességének változása:
| Lakosok száma | 564  | 552  | 544  | 539  |
|               | 2013 | 2015 | 2017 | 2018 |